# برايان هاو (مغني)
برايان هاو (بالإنجليزية: Brian Howe)‏ هو مغني وكاتب أغاني وملحن بريطاني، ولد في 22 يوليو 1953 في بورتسموث في المملكة المتحدة.

## وصلات خارجية
- الموقع الرسمي
- برايان هاو على موقع ميوزك برينز (الإنجليزية)
- برايان هاو على موقع أول ميوزيك (الإنجليزية)
- برايان هاو على موقع ديسكوغز (الإنجليزية)